# عمرلی (قره‌عیسی‌لی)
عمرلی (به ترکی استانبولی: Ömerli) یک منطقهٔ مسکونی در ترکیه است که در کارایسالی واقع شده‌است.